# SES Americom
SES Americom était un important opérateur de satellites géostationnaires commerciaux nord-américains basé aux États-Unis. La société commença sous le nom RCA Americom en 1975 avant d'être achetée par General Electric en 1986 puis par SES S.A. en 2001 (devenant le premier fournisseur mondial de services à large bande par satellite). En septembre 2009, SES Americom et SES New Skies ont fusionné pour former SES World Skies.

## Histoire
RCA American Communications (RCA Americom) a été fondée en 1975 comme opérateur de satellites construits par RCA Astro Electronics. Le premier satellite de la société, Satcom 1, a été lancé le 12 décembre 1975. Satcom 1 fut l'un des tout premiers satellites géostationnaires.
Satcom 1 fut crucial en aidant les premières chaînes de TV par câble (telles que TBS et CBN) à avoir du succès, parce que ces chaînes distribuaient leur programme à tous les terminaux des TV par câble locales grâce au satellite. De plus, ce fut le premier satellite utilisé pour diffuser des réseaux TV aux États-Unis, comme ABC, NBC, et CBS, pour distribuer leur programmation à l'ensemble de leurs stations locales affiliées. Satcom 1 fut également largement utilisé car il offrait une capacité de communications double de celle du concurrent Westar 1 (24 transpondeurs au lieu de 12 pour Westar 1), ce qui entraînait des coûts d'utilisation des transpondeurs plus faibles. Quatorze satellites Satcom supplémentaires (de plus en plus sophistiqués) entrèrent en service entre 1976 et 1992.
En 1986, General Electric acheta RCA et renomma la société Americom en GE American Communications (GE Americom). À partir de 1996, les nouveaux satellites furent nommés par la série GE-#, par exemple GE-1 en 1996, GE-2 en 1997, etc.

### Rachat par SES
En novembre 2001, GE a vendu sa division GE Americom à SES pour 5 milliards de US$ en cash et en actions. À la suite de la vente, GE Americom fut rebaptisée SES Americom et SES Global fut créée en tant que société mère. Les activités existantes de SES furent déplacées vers la filiale SES Astra nouvellement créée,. SES acheta un satellite à la société de télévision par satellite défaillante Crimson Satellite Associates et à GE Americom alors qu'il était encore en fabrication par GE AstroSpace (comme Satcom K3). Renommé Astra 1B, il fut lancé pour ajouter des capacités supplémentaires aux services de télévision par satellite à 19,2° est (en), desservant l'Allemagne, le Royaume-Uni et la république d'Irlande.
La fusion de GE Amricom et SES crée le premier fournisseur mondial de services à large bande par satellite valorisé à 14 milliards d'euros. Après l'acquisition de GE Americom par SES, tous les satellites anciennement nommés avec le préfixe GE-# furent renommés AMC-# (par exemple, GE-1 renommé AMC-1, etc.).
Le président et CEO de la nouvelle entité SES Americom était Dean Olmstead. Il quitta la société en 2004 et fut remplacé par Edward Horowitz. SES Americom fut ensuite placée sous la responsabilité de Robert Bednarek, le Président et CEO de SES New Skies.
En septembre 2009, SES Americom et SES New Skies ont été rebaptisés SES World Skies.

## Flotte de satellites
Avant d'être absorbé dans SES World Skies en 2009 (ce qui étendait la couverture au Moyen-Orient et à l'Afrique), SES Americom gérait les satellites nord-américains suivants en orbite géostationnaire :
| Satellite | Position            | Constructeur                                       | Modèle          | Date de lancement | Lanceur           | Commentaires                                               |
| --------- | ------------------- | -------------------------------------------------- | --------------- | ----------------- | ----------------- | ---------------------------------------------------------- |
| Satcom 1  |                     | RCA Astro Space                                    |                 | novembre 1990     | Ariane 4          | Orbite cimetière à partir de 2005.                         |
| AMC-1     | 131° Ouest          | Lockheed Martin                                    | A2100A (en)     | 8 septembre 1996  | Atlas IIA         | Lancé comme GE-1                                           |
| AMC-2     | 101° Ouest          | Lockheed Martin                                    | A2100A          | 30 janvier 1997   | Ariane 44L        | Lancé comme GE-2. Remplacé par SES-1                       |
| AMC-3     | 87° Ouest           | Lockheed Martin                                    | A2100A          | 4 septembre 1997  | Atlas IIAS        | Lancé comme GE-3                                           |
| AMC-4     | 101° Ouest          | Lockheed Martin                                    | A2100AX (en)    | 13 novembre 1999  | Ariane 44LP       | Lancé comme GE-4. Remplacé par SES-1                       |
| AMC-5     | 79° West            | Alcatel Space                                      | Spacebus 2000   | 28 octobre 1998   | Ariane 44L        | Lancé comme GE-5                                           |
| AMC-6     | 72° Ouest           | Lockheed Martin                                    | A2100AX         | 22 octobre 2000   | Proton-K / DM-2   | Lancé comme GE-6                                           |
| AMC-7     | 137° Ouest          | Lockheed Martin                                    | A2100A          | 14 septembre 2000 | Ariane 5G         | Lancé comme GE-7. Secours de AMC-10 depuis 2015            |
| AMC-8     | 139° Ouest          | Lockheed Martin                                    | A2100A          | 19 décembre 2000  | Ariane 5G         | Lancé comme GE-8                                           |
| AMC-9     | 83° Ouest           | Alcatel Alenia Space                               | Spacebus 3000B3 | 7 juin 2003       | Proton-K / Briz-M | Tombé en panne en juin 2017, apparemment cassé en morceaux |
| AMC-10    | 135° Ouest          | Lockheed Martin                                    | A2100A          | 5 février 2004    | Atlas IIAS        |                                                            |
| AMC-11    | 131° Ouest          | Lockheed Martin                                    | A2100A          | 19 mai 2004       | Atlas IIAS        |                                                            |
| AMC-12    | 37° Ouest           | Alcatel Alenia Space                               | Spacebus 4000C3 | 3 février 2005    | Proton-M / Briz-M | Renommé NSS-10                                             |
| AMC-14    | 61,5° Ouest (prévu) | Lockheed Martin                                    | A2100           | 14 mars 2008      | Proton-M / Briz-M | Échec du lancement                                         |
| AMC-15    | 105° Ouest          | Lockheed Martin                                    | A2100AX         | 15 octobre 2004   | Proton-M / Briz-M |                                                            |
| AMC-16    | 85° Ouest           | Lockheed Martin                                    | A2100AX         | 17 décembre 2004  | Atlas V (521)     |                                                            |
| AMC-18    | 139° Ouest          | Lockheed Martin                                    | A2100A          | 8 décembre 2006   | Ariane 5 ECA      | A remplacé AMC-2 situé à 105° Ouest                        |
| Satcom C3 | 79° Ouest           | GE AstroSpace                                      | GE-3000         | 10 septembre 1992 | Ariane 44LP       | Orbite cimetière                                           |
| AMC-21    | 125° Ouest          | Thales Alenia Space / Orbital Sciences Corporation | STAR-2 (en)     | 14 août 2008      | Ariane 5 ECA      |                                                            |